# Takt (lingvistika)
Takt bývá v lingvistice označován také jako přízvukový takt. Jedná se o skupinu slabik jednoho slovního přízvuku. Takt je buď shodný se slovem nebo je větší. K jedné přízvučné slabice se přičleňuje několik nepřízvučných. V češtině je délka taktu obvykle 2 až 3 slabiky.
Takt můžeme definovat i jako základní zvukovou jednotku přirozeně vyslovované řeči. Bývá také označován jako fonetické slovo.

## Typy taktů
Typ taktu je v jazyce ustálený, pokud má daný jazyk stálý přízvuk. U jazyků, které nemají stálý přízvuk, se typy taktů různě střídají. 

### Takt sestupný
Přízvučná slabika je následována nepřízvučnými (['počkejsi]). Tento typ taktu je v češtině obvyklý.

### Takt vzestupný
Nepřízvučné slabiky jsou následovány přízvučnou ([a'ven]). Tento typ taktu bývá složený z více slov.

### Takt obstupný
Přízvučná slabika se nachází mezi nepřízvučnými ([uš'jedu]). V češtině je tento typ taktu také složený z více slov.

## Hranice taktu
Hranice taktů začíná a končí zároveň s hranicí některého ze slov taktu. Při neortoepické výslovnosti dochází na hranicích taktů k hláskovým změnám (asimilace artikulační a znělostní, akomodace) . Uvnitř taktu jsou však hláskové změny závazné.